# Saint-Fort-sur-Gironde
Saint-Fort-sur-Gironde (prononcé [sɛ̃.fɔʁ.syʁ.ʒi.ʁɔ̃d]) est une commune du sud-ouest de la France, située dans le département de la Charente-Maritime (région Nouvelle-Aquitaine). Ses habitants sont appelés les Saint-Fortais et les Saint-Fortaises.
Établie en plein cœur d'une région mêlant collines viticoles, vallons boisés et marais estuariens, aux confins de la Saintonge, cette petite bourgade s'étire autour de son église aux formes caractéristiques. À quelques kilomètres du centre, Port-Maubert fut jadis un port de commerce important où gabares et filadières transitaient régulièrement.
Relié à l'estuaire de la Gironde par un chenal, Port-Maubert est aujourd'hui consacré essentiellement à la pêche — autrefois à l'esturgeon ou « créac », aujourd'hui aux pibales — et à la plaisance, tandis que ses abords ont été aménagés en lieu de promenade et de détente.
L'appellation de la commune n'est pas sans lien avec la légende de saint Fort dont les reliques (ou supposées comme telles) reposent aujourd'hui à la basilique Saint Seurin de Bordeaux.

## Géographie

### Présentation
« Ce n'est plus la campagne et pas encore la côte, point le fleuve et point l'océan. De cette incertitude naît un charme ambigu... »

— Jean Prasteau, Charentes et Merveilles, 1977

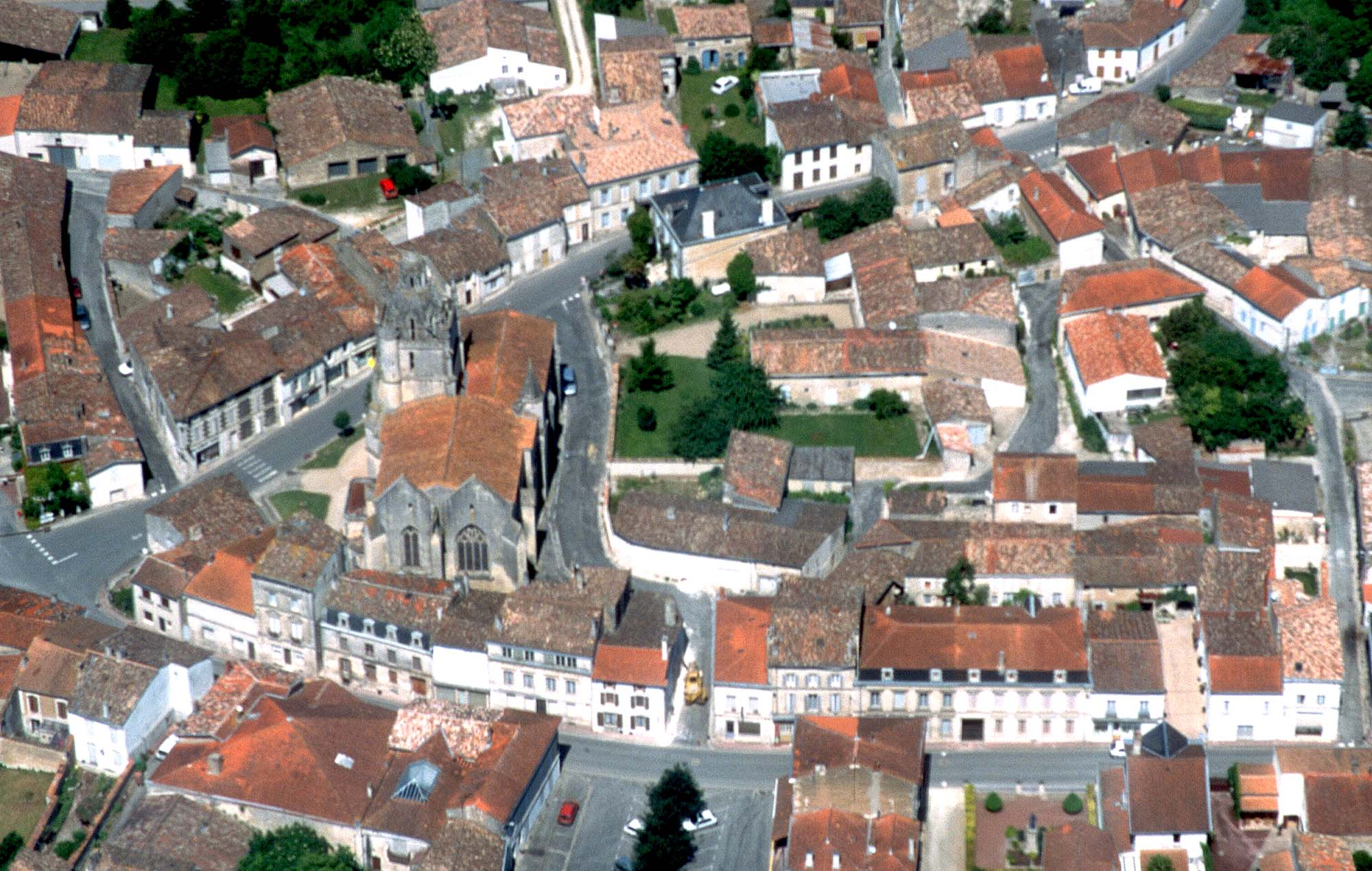
Vue aérienne du centre-ville.

La commune de Saint-Fort-sur-Gironde est située au sud-ouest du département de la Charente-Maritime, aux confins des anciennes provinces de Saintonge et de Guyenne. Appartenant au midi atlantique, elle peut être rattachée à deux grands ensembles géographiques, le Grand Ouest français et le Grand Sud-Ouest français. Établie sur la côte girondine du canton de Pons, elle se trouve à environ 25 kilomètres de Jonzac, 35 kilomètres de Royan et 45 kilomètres de Saintes et Blaye.
Le territoire communal est majoritairement constitué de paysages vallonnés où se succèdent collines et combes, souvent couvertes de vignes ou de champs de céréales (de fait, 44 % de la superficie de la commune est formée de champagnes ou aubues). Au nord, il confine au massif forestier de la Lande, tandis qu'à l'ouest et au sud, il borde l'estuaire de la Gironde et ses terres basses et marécageuses, à la riche végétation palustre (15 % du territoire étant couvert de marais et 3 % de vallées tourbeuses). Terres de doucin et landes de la bordure aquitaine complètent ce tableau à hauteur de 33 %.

### Axes de communication
Les principaux axes du réseau routier forment une structure en étoile centrée sur le centre-bourg, où se croisent plusieurs routes départementales peu fréquentées. La D 2, qui suit d'abord un axe nord-est/sud-ouest (de Lorignac au centre-bourg), oblique ensuite vers le sud et rejoint deux des principaux écarts de la commune, Camailleau et Port-Maubert.
Perpendiculaire à cette voie de communication relativement importante, la D 145 suit un axe nord-ouest/sud-est, traversant les hameaux de Chez-Péguin et de Chez-Jousselin avant d'atteindre le centre du village, de bifurquer brièvement au sud-ouest (se confondant avec la principale rue), puis de poursuivre vers le sud-est vers les hauteurs de Fief-Doré, puis la commune de Lorignac. Cette voie revêt un caractère touristique marqué (et revendiqué) et est également connue sous le nom de route verte (de Bordeaux à Royan).
La partie septentrionale du territoire communal est traversée par une voie rapide et très fréquentée, la D 730, passage obligé qui permet de relier les agglomérations de Royan et de Mirambeau (et au-delà, Blaye et la métropole bordelaise).

### Communes limitrophes
| Floirac                                | Saint-Germain-du-Seudre                             | Champagnolles       |
| Valeyrac (Gironde, par un quadripoint) | Saint-Fort-sur-Gironde                              | Lorignac            |
| Bégadan (Gironde)                      | Saint-Christoly-Médoc (Gironde, par un quadripoint) | Saint-Dizant-du-Gua |

Les communes girondines de Valeyrac, Bégadan et Saint-Christoly-Médoc sont sur la rive gauche de l'estuaire de la Gironde.
Les cinq communes charentaises limitrophes de Saint-Fort-sur-Gironde sont réparties ainsi :
- quatre communes du canton de Pons (Saint-Germain-du-Seudre, Champagnolles, Lorignac, Saint-Dizant-du-Gua) ;
- une commune du canton de Saintonge Estuaire (Floirac).

### Géologie
Géologiquement parlant, Saint-Fort-sur-Gironde s'étend en grande partie sur un socle calcaire datant de la période du Crétacé et plus précisément des étages stratigraphiques du Santonien et du Campanien. Au sud, les terrains crétacés laissent la place à une dépression formée par le lit des cours d'eau du Taillon, de l'Étier de Chassillac et de l'Étier de Maubert. Ces terres basses sont constituées de terrains plus récents, datant de la période du Quaternaire. En bord de Gironde, de vastes étendues marécageuses se sont constituées par accumulation d'alluvions charriées par les eaux limoneuses de l'estuaire. Sillonnées de canaux, elles forment autant de prairies au nom parfois évocateur (Les herbages, Les prés doux) utilisées pour le pacage des bovins. Au contact de l'estuaire, le banc de Saint-Seurin est quant à lui ponctué de roselières où viennent hiverner différentes espèces d'oiseaux.
La partie occidentale de la commune est également celle qui possède le relief le plus accentué. S'y trouvent notamment les trois principaux points hauts du territoire : la Faucharderie (67 mètres), point culminant de la commune, le Terrier de Civerac (64 mètres) et le Terrier de Beaumont (59 mètres) qui surplombe les basses-terres bordant l'estuaire.

### Environnement
La commune de Saint-Fort-sur-Gironde est constituée à 80 % de territoires agricoles, le reste du territoire étant partagé entre forêts (505 hectares, soit 21 % de la superficie totale de la commune) et espaces semi-naturels.

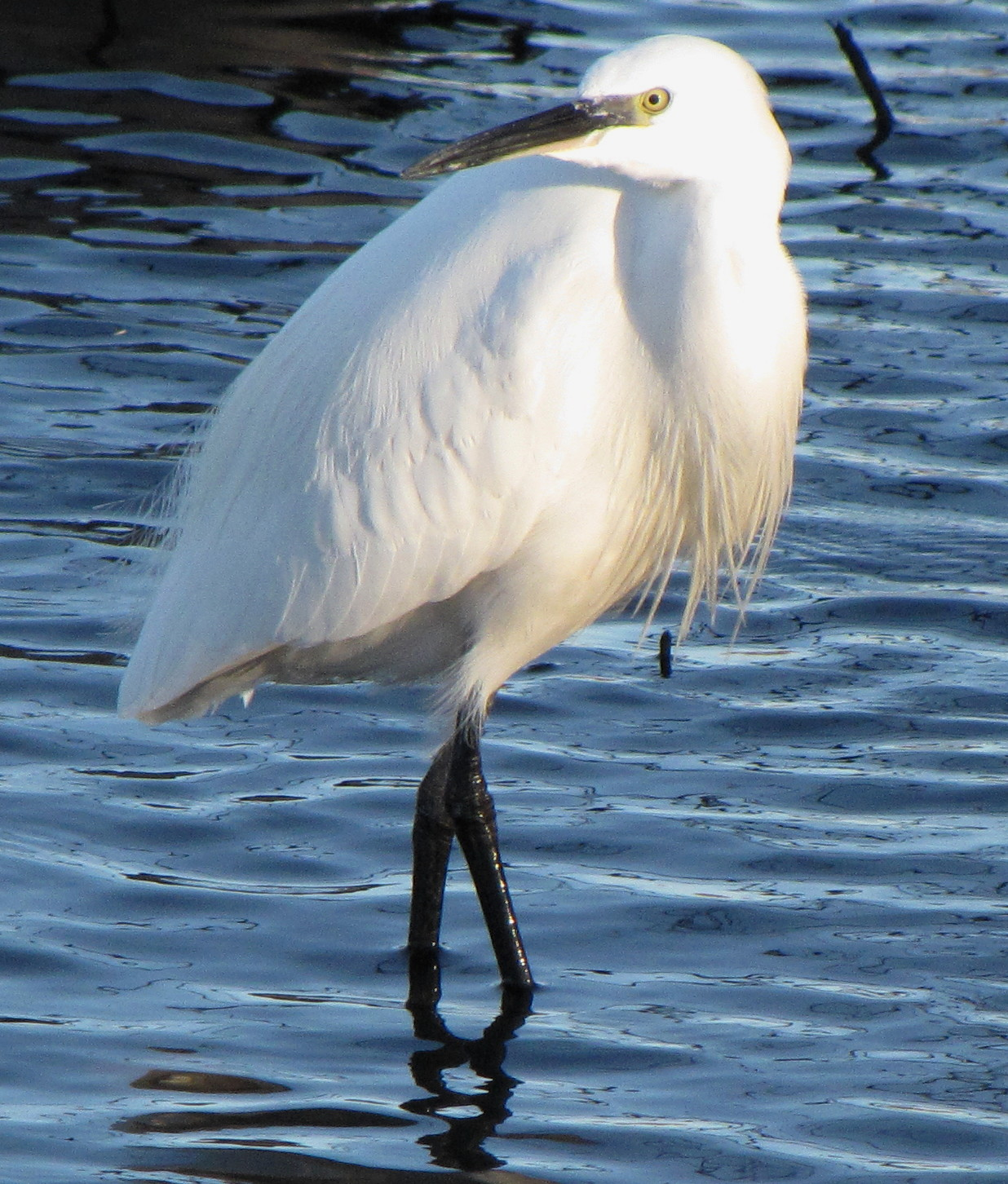
Une partie de la commune est située dans une zone de reproduction et d'hivernage pour de nombreux oiseaux, dont l'aigrette garzette.

Une partie du territoire communal est comprise dans une zone protégée en raison d'un écosystème unique et particulièrement fragile. La forêt de la Lande, le banc de Saint-Seurin et les étiers de Port-Maubert sont inscrits dans une zone naturelle d'intérêt écologique, faunistique et floristique de classe I (petits espaces homogènes) qui s'étend sur 24 % de la commune. Les marais et coteaux estuariens sont quant à eux inscrits dans une zone naturelle d'intérêt écologique, faunistique et floristique de classe II (grands espaces naturels riches) qui intéresse 26 % du territoire communal.
La directive oiseau (protection des oiseaux et de leur biotope) couvre une zone de reproduction et d'hivernage correspondant à environ 18 % de la commune.
L'estuaire de la Gironde, plus vaste estuaire sauvage d'Europe, lequel bénéficie d'une protection spéciale dans le cadre du réseau de protection des espaces naturels de grande valeur patrimoniale Natura 2000 (site d'importance communautaire). L'estuaire est notamment une étape migratoire pour de nombreuses espèces de poissons (alose feinte, saumon atlantique, esturgeon) et d'oiseaux (canard colvert, courlis cendré, grand cormoran, goéland marin, aigrette garzette).
La commune a jusqu'à présent (2010) fait l'objet de six arrêtés de reconnaissance de catastrophe naturelle : cinq l'ont été pour cause d'inondations et coulées de boue (généralement du fait de tempêtes : 1982, 1993, 1995, 1999 et 2010) et une pour cause de mouvements de terrains liés à une période de sécheresse prolongée (2003).

### Climat
Le climat est de type océanique aquitain : la pluviométrie est relativement élevée en automne et en hiver et les hivers sont doux. L'été reste tempéré grâce à la brise marine. Deux vents venant de l'océan, le noroît et le suroît, soufflent sur les côtes du département. L'ensoleillement de la côte charentaise est très important : avec 2 250 heures par an, il est comparable à celui que connaît une partie de la côte méditerranéenne.

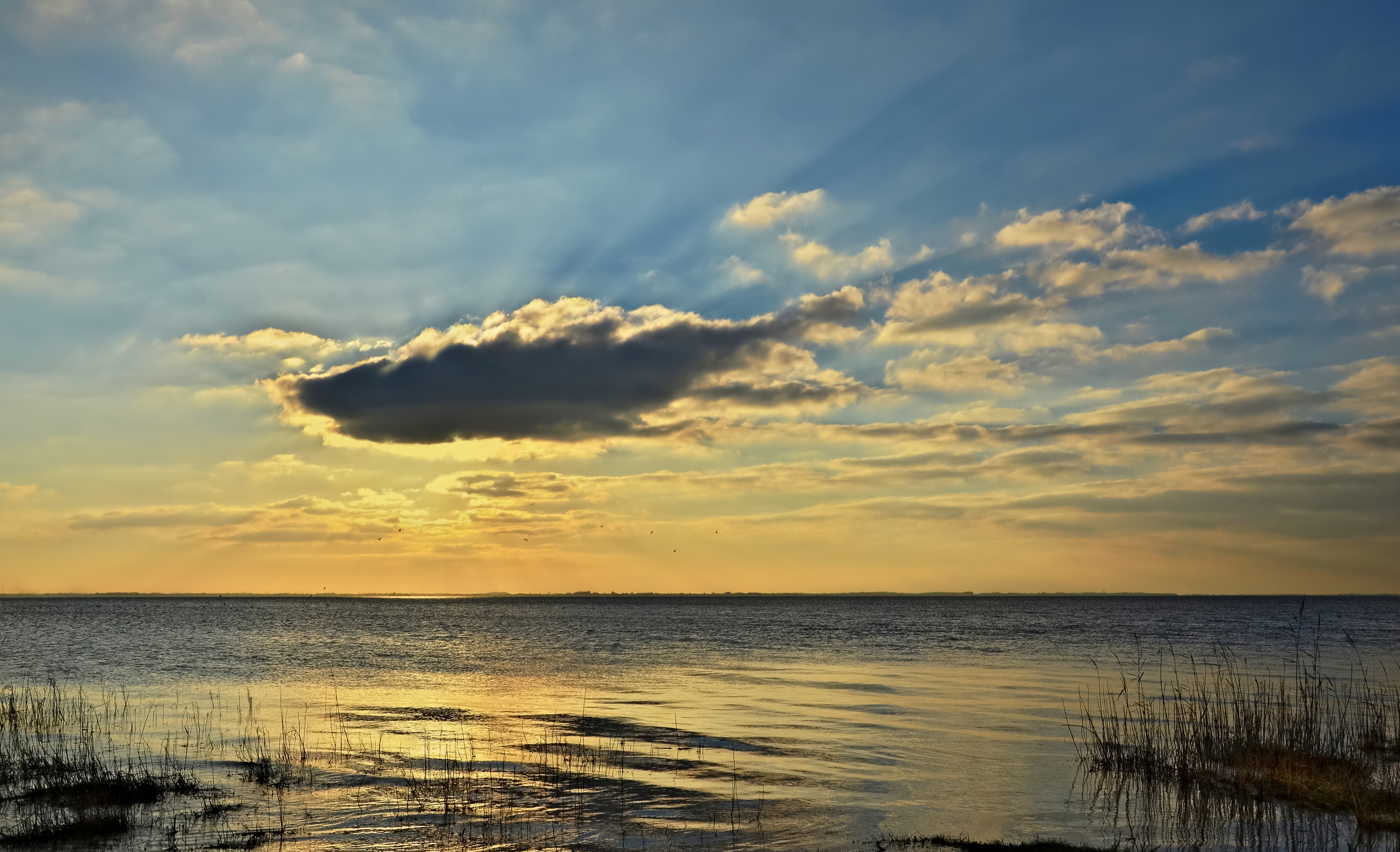
Coucher de soleil sur l'estuaire de la Gironde à Port-Maubert.

Les relevés de la station météorologique de La Rochelle entre 1946 et 2000 permettent de déterminer quelques dates majeures au point de vue climatique en Charente-Maritime : ainsi, au cours de cette période, la température la plus froide est relevée le 15 février 1956 : −13,6 °C. 
Un pic de température (dépassé seulement au cours de la canicule de 2003) est atteint le 8 juillet 1982 avec près de 39 °C à l'ombre. 
Si 1953 est considérée comme l'année la plus sèche, 2000 est au contraire la plus pluvieuse.
La Charente-Maritime est le département français qui a été le plus durement touché par la tempête Martin du 27 décembre 1999. Les records nationaux de vents enregistrés ont été atteints avec 198 km/h sur l'île d'Oléron et 194 km/h à Royan.
D'importants dégâts matériels sont relevés dans la commune (chute d'arbres, toitures arrachées, réseaux électriques et téléphoniques endommagés, infrastructures routières coupées). La tempête provoque une onde de tempête qui cause des inondations sur le littoral, notamment à Port-Maubert, où la cote atteint 1,20 mètre. L'eau envahit le hameau de Camailleau, pourtant situé à deux kilomètres du port, de même que le bourg de Saint-Romain-sur-Gironde, situé dans les terres, mais à proximité de marais.
Un an après le passage de la tempête Klaus (janvier 2009), le sud de la Charente-Maritime a été touché de manière très inégale par la tempête Xynthia, qui a balayé une grande partie du département le 27 février 2010. Le cap des 137 km/h a été atteint à Royan.

#### Données générales
| Ville                  | Ensoleillement · (h/an) | Pluie · (mm/an) | Neige · (j/an) | Orage · (j/an) | Brouillard · (j/an) |
| ---------------------- | ----------------------- | --------------- | -------------- | -------------- | ------------------- |
| Médiane nationale      | 1 852                   | 835             | 16             | 25             | 50                  |
| Saint-Fort-sur-Gironde | 2 250                   | 755             | 1              | 13             | 26                  |
| Paris                  | 1 717                   | 634             | 13             | 20             | 26                  |
| Nice                   | 2 760                   | 791             | 1              | 28             | 2                   |
| Strasbourg             | 1 747                   | 636             | 26             | 28             | 69                  |
| Brest                  | 1 555                   | 1 230           | 6              | 12             | 78                  |
| Bordeaux               | 2 070                   | 987             | 3              | 32             | 78                  |

| Mois                              | jan. | fév. | mars | avril | mai  | juin | jui. | août | sep. | oct. | nov. | déc. | année |
| --------------------------------- | ---- | ---- | ---- | ----- | ---- | ---- | ---- | ---- | ---- | ---- | ---- | ---- | ----- |
| Température minimale moyenne (°C) | 3,4  | 2,8  | 5,4  | 7,4   | 10,7 | 13,7 | 15,8 | 15,7 | 13,7 | 10,5 | 6,3  | 3,9  | 9,2   |
| Température moyenne (°C)          | 5,9  | 6,9  | 8,7  | 11,1  | 14,3 | 17,5 | 19,8 | 19,6 | 17,8 | 14,2 | 9,4  | 6,6  | 12,7  |
| Température maximale moyenne (°C) | 8,5  | 9,9  | 12,1 | 14,7  | 17,9 | 21,3 | 23,8 | 23,5 | 21,8 | 18   | 12,6 | 9,2  | 16,1  |
| Ensoleillement (h)                | 84   | 111  | 174  | 212   | 239  | 272  | 305  | 277  | 218  | 167  | 107  | 85   | 2 250 |
| Précipitations (mm)               | 82,5 | 66,1 | 57   | 52,7  | 61,1 | 42,9 | 35,1 | 46,4 | 56,5 | 81,6 | 91,8 | 81,8 | 755,3 |

## Urbanisme

### Typologie
Au 1er janvier 2024, Saint-Fort-sur-Gironde est catégorisée commune rurale à habitat dispersé, selon la nouvelle grille communale de densité à 7 niveaux définie par l'Insee en 2022.
Elle est située hors unité urbaine et hors attraction des villes,.
La commune, bordée par l'estuaire de la Gironde, est également une commune littorale au sens de la loi du 3 janvier 1986, dite loi littoral. Des dispositions spécifiques d’urbanisme s’y appliquent dès lors afin de préserver les espaces naturels, les sites, les paysages et l’équilibre écologique du littoral, tel le principe d'inconstructibilité, en dehors des espaces urbanisés, sur la bande littorale des 100 mètres, ou plus si le plan local d’urbanisme le prévoit.

### Occupation des sols
L'occupation des sols de la commune, telle qu'elle ressort de la base de données européenne d’occupation biophysique des sols Corine Land Cover (CLC), est marquée par l'importance des territoires agricoles (54,4 % en 2018), en diminution par rapport à 1990 (55,3 %). La répartition détaillée en 2018 est la suivante : 
terres arables (26,6 %), eaux maritimes (23,7 %), forêts (13,9 %), zones agricoles hétérogènes (12,8 %), cultures permanentes (11,3 %), zones humides côtières (7 %), prairies (3,7 %), zones urbanisées (0,9 %). L'évolution de l’occupation des sols de la commune et de ses infrastructures peut être observée sur les différentes représentations cartographiques du territoire : la carte de Cassini (XVIIIe siècle), la carte d'état-major (1820-1866) et les cartes ou photos aériennes de l'IGN pour la période actuelle (1950 à aujourd'hui).

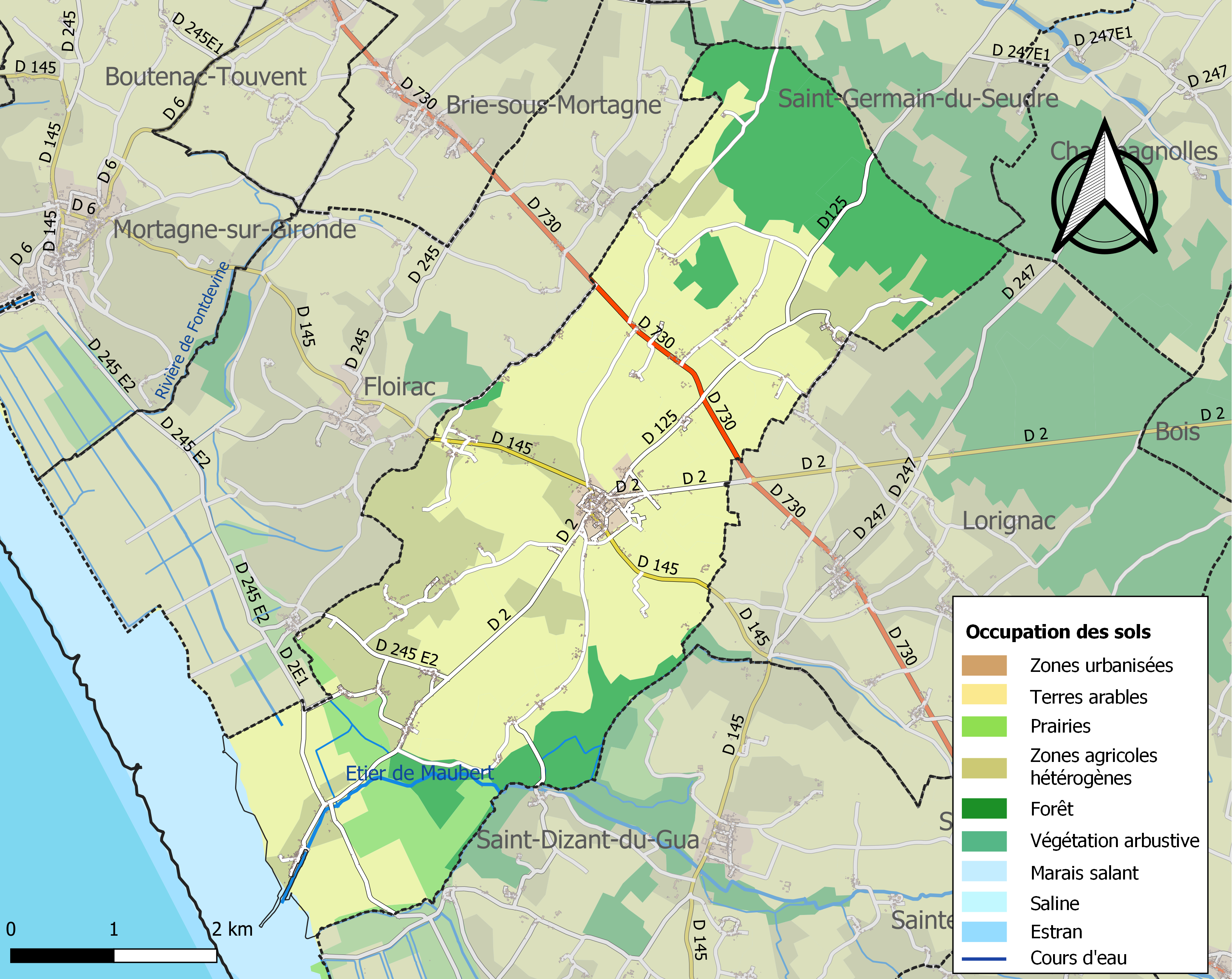
Carte des infrastructures et de l'occupation des sols de la commune en 2018 (CLC).

### Risques majeurs
Le territoire de la commune de Saint-Fort-sur-Gironde est vulnérable à différents aléas naturels : météorologiques (tempête, orage, neige, grand froid, canicule ou sécheresse), inondations, feux de forêts, mouvements de terrains et séisme (sismicité faible). Il est également exposé à deux risques technologiques,  le transport de matières dangereuses et le risque nucléaire. Un site publié par le BRGM permet d'évaluer simplement et rapidement les risques d'un bien localisé soit par son adresse soit par le numéro de sa parcelle.

#### Risques naturels
Certaines parties du territoire communal sont susceptibles d’être affectées par le risque d’inondation par débordement de cours d'eau, notamment l'étier de Maubert,  et par submersion marine. La commune a été reconnue en état de catastrophe naturelle au titre des dommages causés par les inondations et coulées de boue survenues en 1982, 1993, 1999 et 2010,.
Saint-Fort-sur-Gironde est exposée au risque de feu de forêt du fait de la présence sur son territoire de la forêt de la Lande, un massif classé à risque dans le plan départemental de protection des forêts contre les incendies (PDPFCI), élaboré pour la période 2017-2026 et qui fait suite à un plan 2007-2016. Les mesures individuelles de prévention contre les incendies sont précisées par divers arrêtés préfectoraux et s’appliquent dans les zones exposées aux incendies de forêt et à moins de 200 mètres de celles-ci. L’article L.131-1 du code forestier et l’arrêté du 2 décembre 2020 règlementent l'emploi du feu en interdisant notamment d’apporter du feu, de fumer et de jeter des mégots de cigarette dans les espaces sensibles et sur les voies qui les traversent sous peine de sanctions. Un autre arrêté du 2 décembre 2020 rend le débroussaillement obligatoire, incombant au propriétaire ou ayant droit,,,.

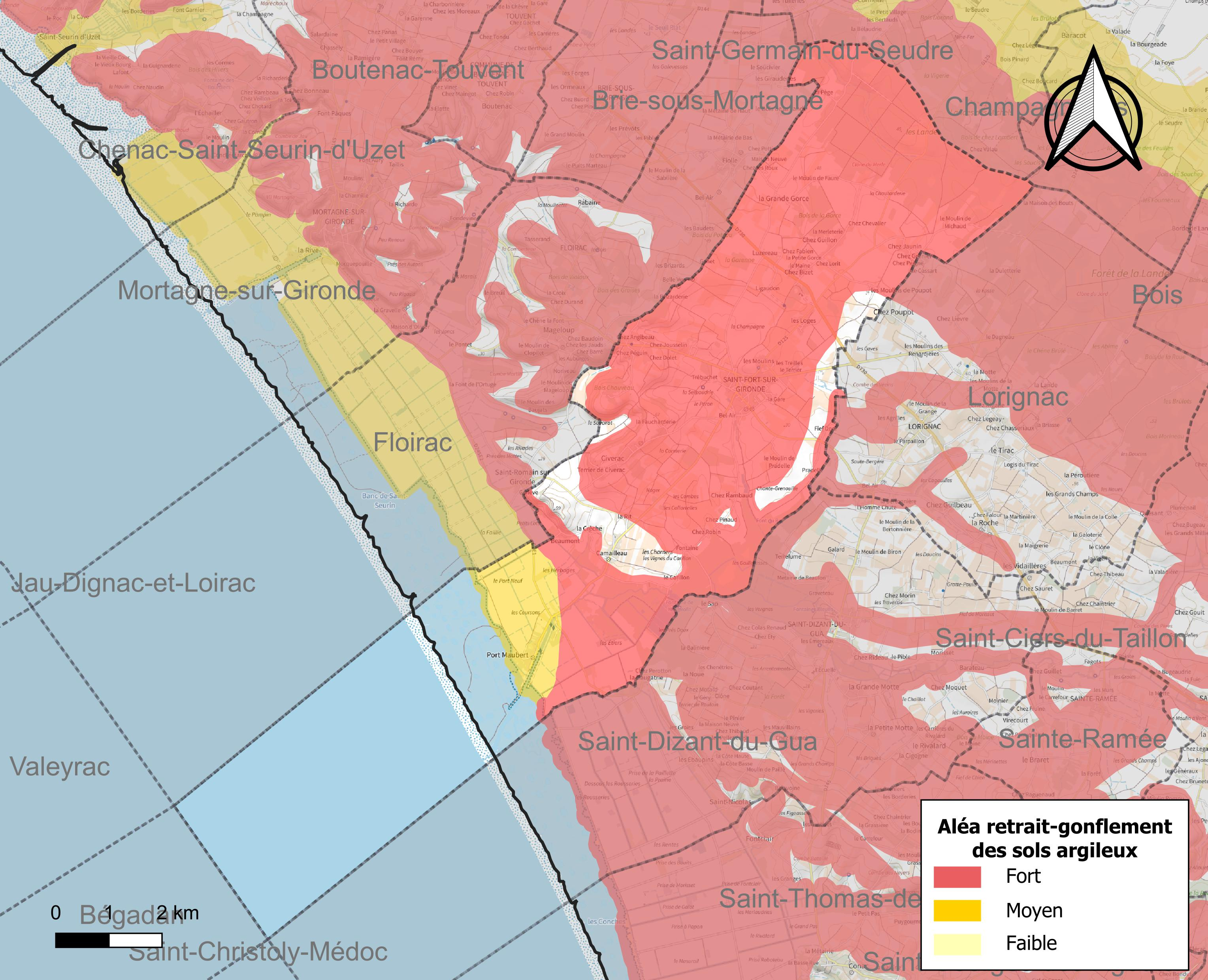
Carte des zones d'aléa retrait-gonflement des sols argileux de Saint-Fort-sur-Gironde.

Les mouvements de terrains susceptibles de se produire sur la commune sont des tassements différentiels.
Le retrait-gonflement des sols argileux est susceptible d'engendrer des dommages importants aux bâtiments en cas d’alternance de périodes de sécheresse et de pluie. 64 % de la superficie communale est en aléa moyen ou fort (54,2 % au niveau départemental et 48,5 % au niveau national). Sur les 678 bâtiments dénombrés sur la commune en 2019,  620 sont en aléa moyen ou fort, soit 91 %, à comparer aux 57 % au niveau départemental et 54 % au niveau national. Une cartographie de l'exposition du territoire national au retrait gonflement des sols argileux est disponible sur le site du BRGM,.
Par ailleurs, afin de mieux appréhender le risque d’affaissement de terrain, l'inventaire national des cavités souterraines permet de localiser celles situées sur la commune.
Concernant les mouvements de terrains, la commune a été reconnue en état de catastrophe naturelle au titre des dommages causés par la sécheresse en 2003 et par des mouvements de terrain en 1999 et 2010.

#### Risques technologiques
Le risque de transport de matières dangereuses sur la commune est lié à sa traversée par une ou des infrastructures routières ou ferroviaires importantes ou la présence d'une canalisation de transport d'hydrocarbures. Un accident se produisant sur de telles infrastructures est susceptible d’avoir des effets graves sur les biens, les personnes ou l'environnement, selon la nature du matériau transporté. Des dispositions d’urbanisme peuvent être préconisées en conséquence.
La commune étant située partiellement dans le périmètre du plan particulier d'intervention (PPI) de 20 km autour de la centrale nucléaire du Blayais, elle est exposée au risque nucléaire. En cas d'accident nucléaire, une alerte est donnée par différents médias (sirène, sms, radio, véhicules). Dès l'alerte, les personnes habitant dans le périmètre de 2 km se mettent à l'abri. Les personnes habitant dans le périmètre de 20 km peuvent être amenées, sur ordre du préfet, à évacuer et ingérer des comprimés d’iode stable,,.

## Histoire

### Un port antique
La présence d'un ancien port (dont il subsiste un fanal, dit tour de Beaumont) semble attestée dès la période romaine. Rendu impraticable par suite de l'accumulation d'alluvions, il est remplacé quelques siècles plus tard par un nouveau port, dit Port-Maubert. Au XVIIe siècle, après des escarmouches entre marines françaises et anglaises, celui-ci est utilisé tour à tour par la flotte française de Richelieu, puis par la flotte britannique qui vient s'y approvisionner.
Des fouilles archéologiques ont permis de mettre au jour les vestiges d'une nécropole datée du haut Moyen Âge au lieu-dit les Tombeaux. Occupant un espace d'environ 200 mètres sur 50, elle a livré une dizaine de sarcophages ainsi qu'une boucle de ceinturon en bronze conservée au musée de Royan. C'est sans doute vers cette époque que l'habitat se regroupe à l'endroit du bourg actuel, autour d'une première église paroissiale dont il ne subsiste aucun vestige.

### Une paroisse de Saintonge
L'église Saint-Fortunat est mentionnée en 1136 dans une bulle du pape Innocent II, portant sur la confirmation de la donation de l'église à l'abbaye de La Chaise-Dieu. Sans doute victime de déprédations au cours des conflits qui opposent Français et Anglo-Aquitains, celle-ci doit être presque entièrement reconstruite au début du XVIe siècle. L'esprit de la Renaissance qui transparaît nettement dans l'architecture du nouvel édifice permet également l'apparition d'idées nouvelles, y compris en matière de religion. Les idées de la réforme ne tardent pas à gagner la province et bientôt, tenants du dogme catholique et partisans de la foi nouvelle se font face.

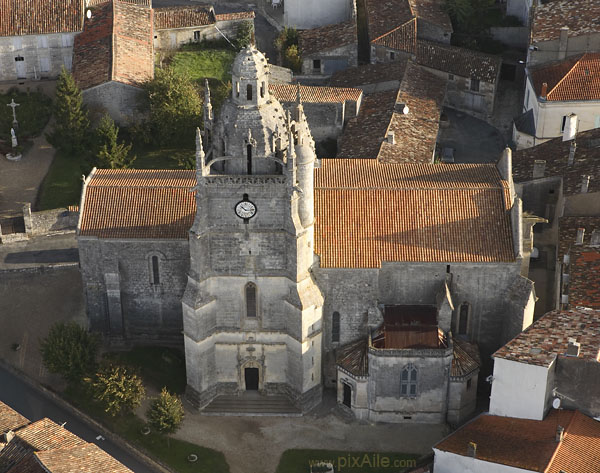
Vue aérienne de l'église Saint-Fortunat - façade Sud.

Un temps intégrée à la baronnie de Mirambeau, la seigneurie de Saint-Fort-de-Cosnac en est distraite un peu avant 1540, au profit de Jean de Ciret, conseiller au parlement de Bordeaux, et de Jacques Vallon, conseiller en la sénéchaussée de Guyenne. Un peu plus d'un siècle plus tard, en 1669, de passage en Saintonge, Claude Perrault fait halte à Saint-Fort qu'il décrit comme un petit bourg. Logé par le sieur de Bonnefoy, seigneur du lieu, il écrit à son sujet : « Nous trouvâmes que c'étoit un huguenot et le prévôt de Saint-Disant (Saint-Dizant-du-Gua), où nous descendîmes, nous assura qu'il étoit des plus entêtés ».
Le 18 octobre 1685, l'édit de Fontainebleau promulgué par Louis XIV entraîne la révocation de l'édit de Nantes. C'est le début de « L'église du désert », période de clandestinité pour nombre de protestants qui refusent d'abjurer. Si les autorités locales ferment parfois les yeux, les persécutions se poursuivront durant une grande partie du XVIIIe siècle et en 1749 encore, un dénommé Pierre Bourderon est emprisonné à La Rochelle pour s'être rendu aux prêches et avoir fait baptiser un de ses enfants par un ministre protestant.
En 1698, les registres d'imposition de la généralité de La Rochelle dépeignent une paroisse rurale, abonnée à hauteur de 5 500 livres, au bénéfice de MM de Bonnefoy et de La Viguerie. Le même document révèle que la paroisse produit essentiellement « Blé, vin et bois ». Peu de temps après, Izaac-Michel de La Motte, capitaine de marine, commandant des vaisseaux du Roi, rachète les terres et le château de Saint-Fort. En 1726, la famille d'Amblimont, elle aussi illustre dans les annales de la marine française, devient par mariage, propriétaire de la seigneurie.
En 1746, l'évêque de Saintes Simon-Pierre de Lacoré décide d'unir le prieuré de Saint-Fort, ses « fruits et revenus, honneurs et prérogatives » (son revenu annuel atteignant les 600 livres) au séminaire de Saintes. La décision est affichée à la porte de l'église durant une partie du mois de juillet, et remise en main propre au prieur claustral, dom Joseph Guéroux de Laterrière. La décision est entérinée le 20 décembre, l'évêque signifiant (avoir) « uny et incorporé, unissons et incorporons à toujours (le prieuré) à notre séminaire ».

### Les temps modernes

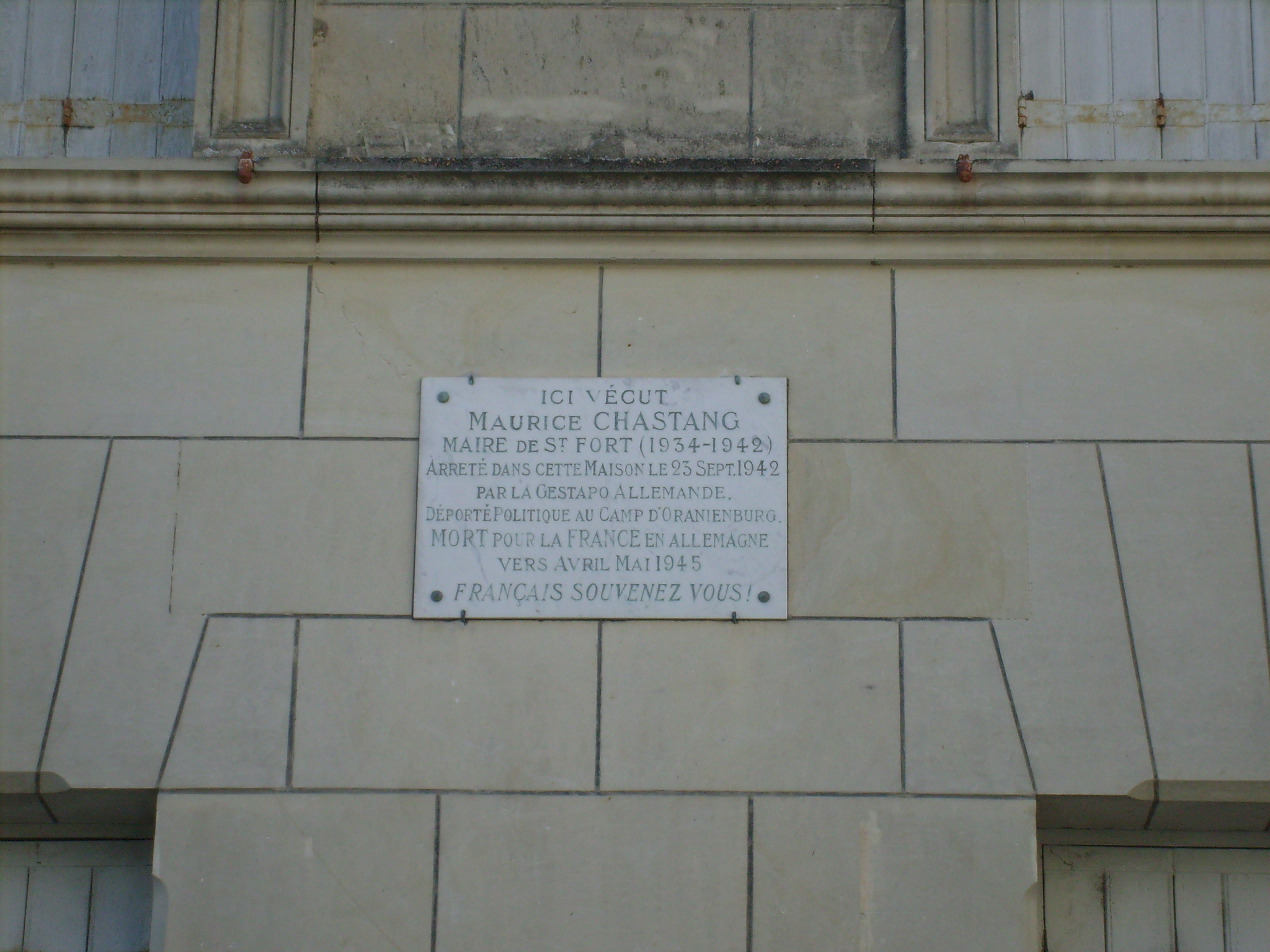
Plaque rappelant le souvenir de Maurice Chastang (1895- 1945), maire de la commune et résistant.

Après la Révolution, Saint-Fort-sur-Gironde poursuit son évolution et, pendant une période, joue un rôle économique important, grâce à la présence sur ses terres du port de Maubert. Celui-ci permet de commercer avec le Médoc et Bordeaux. Pourtant Saint-Fort-sur-Gironde est encore baigné des aventures de ses marins, dont certaines ont été relatées par Pierre-Damien Rainguet, notaire à Saint-Fort. En 1864, il est notamment l'auteur d'un ouvrage consacré à l'arrondissement de Jonzac, qui reste une référence pour les historiens.
En 1895 naît Maurice Chastang. Élu conseiller municipal en 1924, il devient adjoint au maire en 1931, avant d'être à son tour élu maire de la commune en 1934. En 1940, hostile à la politique du maréchal Pétain, il entre en résistance tout en continuant d'administrer la commune. Dénoncé aux autorités d'occupation, il est arrêté à son domicile par la Gestapo au matin du 23 septembre 1942.
Détenu à Jonzac, La Rochelle puis Compiègne, il est interrogé et torturé avant d'être déporté au camp de concentration d'Oranienbourg, où il arrive le 25 janvier 1943. Il est abattu en 1945, à quelques jours de la signature de l'Armistice. Une plaque apposée sur sa maison rappelle son souvenir.

## Toponymie
Le nom de Saint-Fort vient de Venance Fortunat, évêque de Poitiers au VIIe siècle (qui donna son nom à l'église Saint-Fortunat) et de sa situation sur les bords de l'estuaire de la Gironde.
Sous l'Ancien Régime, la paroisse porte le nom de Saint-Fort-de-Cosnac (du nom de la seigneurie de Cosnac toute proche), avant d'être érigée en commune sous la forme abrégée de Saint-Fort. 
Sous la Révolution elle prend le nom de Fort-Maubert.
Le 18 octobre 1889, la commune devient officiellement Saint-Fort-sur-Gironde.

## Politique et administration

### Administration municipale
De 1789 à 1799, en vertu de la loi du 14 décembre 1789, les agents municipaux (maires) sont élus au suffrage direct pour 2 ans et rééligibles, par les citoyens actifs de la commune âgés d'au moins 25 ans, contribuables payant une contribution au moins égale à 3 journées de travail dans la commune. Sont éligibles ceux qui paient un impôt équivalent au moins à dix journées de travail.
De 1799 à 1848, La constitution du 22 frimaire an VIII (13 décembre 1799) revient sur l’élection du maire, les maires sont nommés par le préfet pour les communes de moins de 5 000 habitants. La Restauration instaure la nomination des maires et des conseillers municipaux. Après les lois organiques 1831, les maires sont nommés (par le roi pour les communes de plus de 3 000 habitants, par le préfet pour les plus petites), mais les conseillers municipaux sont élus au suffrage censitaire pour six ans.
Du 3 juillet 1848 à 1851, les maires sont élus par le conseil municipal pour les communes de moins de 6 000 habitants.
De 1851 à 1871, les maires sont nommés par le préfet, pour les communes de moins de 3 000 habitants et pour 5 ans à partir de 1855. Après 1871, les maires sont de nouveau élus, sauf dans les chefs-lieux (de départements, d'arrondissements ou de cantons).
Ce n'est que le 28 mars 1882, qu'une loi sur l’organisation municipale (encore en vigueur) est votée, et qui régit le principe de l'élection du maire et des adjoints par le conseil municipal, quelle que soit l'importance de la commune (sauf pour Paris). La loi du 5 avril 1884 fixe le mandat à quatre ans, durée portée le 10 avril 1929 à six ans.

### Liste des maires
| Période                                  | Période  | Identité              | Étiquette | Qualité                           |
| ---------------------------------------- | -------- | --------------------- | --------- | --------------------------------- |
| 1944                                     | 1945     | Renée France Chastang |           |                                   |
| 1945                                     | 1965     | Guy Bourdeille        |           |                                   |
| 1965                                     | 1971     | Emmanuel Audebert     |           |                                   |
| 1971                                     | 1972     | Bernard Jourdain      |           |                                   |
| 1972                                     | 1977     | Léon Bordet           |           | Chef d'entreprise                 |
| 1977                                     | 1989     | Maurice Foliot        |           | Viticulteur                       |
| 1989                                     | 2001     | Christian Bordet      |           | Chef d'entreprise                 |
| 2001                                     | 2008     | Daniel Renoulleau     |           | Retraité de l'armée de l'air      |
| 2008                                     | En cours | Jean-Pierre Gervreau  |           | Entrepreneur de travaux agricoles |
| Les données manquantes sont à compléter. |          |                       |           |                                   |

### Région
À la suite de la réforme administrative de 2014 ramenant le nombre de régions de France métropolitaine de 22 à 13, la commune appartient depuis le 1er janvier 2016 à la région Nouvelle-Aquitaine, dont la capitale est Bordeaux. De 1972 au 31 décembre 2015, elle a appartenu à la région Poitou-Charentes, dont le chef-lieu était Poitiers.

### Canton
Saint-Fort-sur-Gironde appartient au canton de Pons depuis mars 2015. Auparavant, elle a été l'une des seize communes du canton de Saint-Genis-de-Saintonge.

### Tendances politiques
L'analyse des résultats de l'élection présidentielle de 2007 laisse apparaître une poussée de l'électorat de droite, avec un score du candidat de l'UMP Nicolas Sarkozy supérieur à la moyenne départementale (51,93 %) ou nationale (53,06 %).
Après avoir obtenu 30,17 % des suffrages lors du premier tour des élections le 22 avril 2007, loin devant son adversaire socialiste Ségolène Royal (15 %), il consolide sa position au second tour, obtenant 61,62 % des suffrages exprimés, soit un total de 342 voix sur 590 votants. Parallèlement, Ségolène Royal totalisait 213 bulletins en sa faveur (soit 38,38 %), tandis que 10 bulletins étaient décomptés comme blanc ou nuls.
Cette prédominance de la droite s'est confirmée lors des élections législatives qui ont suivi, Dominique Bussereau (UMP) conservant son siège de député de la 4e circonscription de la Charente-Maritime, obtenant 51,64 % des voix dans la commune.
La poussée de la droite se retrouve également dans les résultats des élections régionales de 2004. Allant à contre-courant de la majorité des électeurs picto-charentais, les électeurs de Saint-Fort-sur-Gironde donnent la victoire à la liste conduite par Élizabeth Morin (UMP), qui remporte 46,52 % des suffrages contre 34,29 % pour la candidate du PS Ségolène Royal.
Au premier tour, c'est la liste « Sauvons la ruralité » conduite par Gérard Fontenay qui avait obtenu le plus grand nombre de voix (38,30 %), talonnée par la liste UMP d'Élizabeth Morin (27,06 %), suivie de la liste PS de Ségolène Royal (19,95 %).
Lors des élections régionales de 2010, les électeurs ont de nouveau donné l'ascendant au candidat de l'UMP, Dominique Bussereau (56,27 %) sur la candidate du PS Ségolène Royal, présidente de région sortante (43,73 %).
Résultats du second tour des élections présidentielles de 2012 et de 2007 :
- élection présidentielle de 2012 : 59,12 % pour Nicolas Sarkozy (UMP), 40,88 % pour François Hollande (PS). Participation : 82,36 %[46].
- élection présidentielle de 2007 : 61,62 % pour Nicolas Sarkozy (UMP), 38,38 % pour Ségolène Royal (PS). Participation : 80 %[42].

Résultats des élections législatives de 2012, 2007 et 2002 :
- élections législatives de 2012 : 62,53 % pour Dominique Bussereau (UMP), 37,47 % pour Fabienne Dugas-Raveneau (PS). Participation : 57,04 %. (au second tour)
- 49,48 % pour Dominique Bussereau (UMP), 26,80 % pour Fabienne Dugas-Raveneau (PS). Participation : 56,61 %. (au premier tour)
- élections législatives de 2007 : 51,64 % pour Dominique Bussereau (UMP), 17,06 % pour Régine Joly (PS). Participation : 59,84 %[43]
- élections législatives de 2002 : 72,64 % pour Dominique Bussereau (RPR), 27,36 % pour Philippe Callaud (Parti radical de gauche). Participation : 52,63 %[47] (au second tour)
- 38,51 % pour Dominique Bussereau (RPR), 34,53 % pour Gérard Fontenay (Chasse, pêche, nature et traditions). Participation : 57,42 %. (au premier tour)

Résultats des élections régionales de 2010 et 2004 :
- élections régionales de 2010 : 56,27 % pour Dominique Bussereau (UMP), 43,73 % pour Ségolène Royal (PS). Participation : 46,41 %[45]
- élections régionales de 2004 : 46,52 % pour Élizabeth Morin (UMP), 34,29 % pour Ségolène Royal (PS). Participation : 56,21 %[44]

### Fiscalité locale
| Taxe                                                | part communale | Part intercommunale | Part départementale | Part régionale |
| --------------------------------------------------- | -------------- | ------------------- | ------------------- | -------------- |
| Taxe d'habitation (TH)                              | 10,42 %        | 4,80 %              | 7,12 %              | 0,00 %         |
| Taxe foncière sur les propriétés bâties (TFPB)      | 16.69 %        | 5,44 %              | 14,01 %             | 3,32 %         |
| Taxe foncière sur les propriétés non bâties (TFPNB) | 40.67 %        | 4,57 %              | 29,17 %             | 8,63 %         |
| Cotisation foncière des entreprises (CFE)           | 21,25 %        | 2,61 %              | 0,00 %              | 0,00 %         |

La part régionale de la taxe d'habitation n'est pas applicable.
La taxe professionnelle est remplacée en 2010 par la cotisation foncière des entreprises (CFE) portant sur la valeur locative des biens immobiliers et par la contribution sur la valeur ajoutée des entreprises (CVAE) (les deux formant la contribution économique territoriale (CET) qui est un impôt local instauré par la loi de finances pour 2010).

## Démographie

### Évolution de la population
L'évolution du nombre d'habitants est connue à travers les recensements de la population effectués dans la commune depuis 1793. Pour les communes de moins de 10 000 habitants, une enquête de recensement portant sur toute la population est réalisée tous les cinq ans, les populations de référence des années intermédiaires étant quant à elles estimées par interpolation ou extrapolation. Pour la commune, le premier recensement exhaustif entrant dans le cadre du nouveau dispositif a été réalisé en 2004.

En 2022, la commune comptait 907 habitants, en évolution de −0,66 % par rapport à 2016 (Charente-Maritime : +4,04 %, France hors Mayotte : +2,11 %).
| 1793  | 1800  | 1806  | 1821  | 1831  | 1836  | 1841  | 1846  | 1851  |
| ----- | ----- | ----- | ----- | ----- | ----- | ----- | ----- | ----- |
| 1 962 | 1 954 | 2 212 | 2 028 | 1 975 | 1 981 | 1 955 | 1 981 | 2 052 |

| 1856  | 1861  | 1866  | 1872  | 1876  | 1881  | 1886  | 1891  | 1896  |
| ----- | ----- | ----- | ----- | ----- | ----- | ----- | ----- | ----- |
| 1 995 | 1 921 | 1 955 | 1 896 | 1 884 | 1 930 | 1 968 | 1 940 | 1 933 |

| 1901  | 1906  | 1911  | 1921  | 1926  | 1931  | 1936  | 1946  | 1954  |
| ----- | ----- | ----- | ----- | ----- | ----- | ----- | ----- | ----- |
| 1 815 | 1 739 | 1 611 | 1 462 | 1 390 | 1 309 | 1 282 | 1 232 | 1 166 |

| 1962  | 1968  | 1975  | 1982  | 1990  | 1999 | 2004 | 2006 | 2009 |
| ----- | ----- | ----- | ----- | ----- | ---- | ---- | ---- | ---- |
| 1 143 | 1 035 | 1 036 | 1 009 | 1 012 | 904  | 914  | 932  | 861  |

| 2014 | 2019 | 2022 | - | - | - | - | - | - |
| ---- | ---- | ---- | - | - | - | - | - | - |
| 901  | 902  | 907  | - | - | - | - | - | - |

Saint-Fort-sur-Gironde, longtemps plus grande commune du canton — tant par sa superficie que par sa population — a perdu (dans les années 1990 à 1999) 138 habitants (environ 7,5 %). Cette baisse démographique a permis à la commune de Saint-Genis-de-Saintonge de prendre le dessus : en 1999, elle comptait 952 habitants ; en 2007, elle compte 1 214 habitants.
La commune, dont la population actuelle se rapproche des 1 000 habitants, prépare son évolution, grâce au PLU mené il y a quelques années et ayant permis de rendre constructible une zone autrefois interdite : un lotissement est en cours de création.

### Pyramide des âges
La population de la commune est relativement âgée.
En 2018, le taux de personnes d'un âge inférieur à 30 ans s'élève à 19,9 %, soit en dessous de la moyenne départementale (29 %). À l'inverse, le taux de personnes d'âge supérieur à 60 ans est de 47,1 % la même année, alors qu'il est de 34,9 % au niveau départemental.
En 2018, la commune comptait 464 hommes pour 442 femmes, soit un taux de 51,21 % d'hommes, largement supérieur au taux départemental (47,85 %).
Les pyramides des âges de la commune et du département s'établissent comme suit.
| Hommes | Classe d’âge | Femmes |
| ------ | ------------ | ------ |
| 1,5    | 90 ou +      | 2,3    |
| 13,4   | 75-89 ans    | 15,2   |
| 30,1   | 60-74 ans    | 31,8   |
| 20,6   | 45-59 ans    | 21,6   |
| 12,6   | 30-44 ans    | 11,4   |
| 8,9    | 15-29 ans    | 8,6    |
| 13,0   | 0-14 ans     | 9,1    |

| Hommes | Classe d’âge | Femmes |
| ------ | ------------ | ------ |
| 1,1    | 90 ou +      | 2,6    |
| 10,1   | 75-89 ans    | 12,6   |
| 22     | 60-74 ans    | 23,2   |
| 20,1   | 45-59 ans    | 19,7   |
| 16,1   | 30-44 ans    | 15,6   |
| 15,2   | 15-29 ans    | 12,7   |
| 15,4   | 0-14 ans     | 13,6   |

## Économie

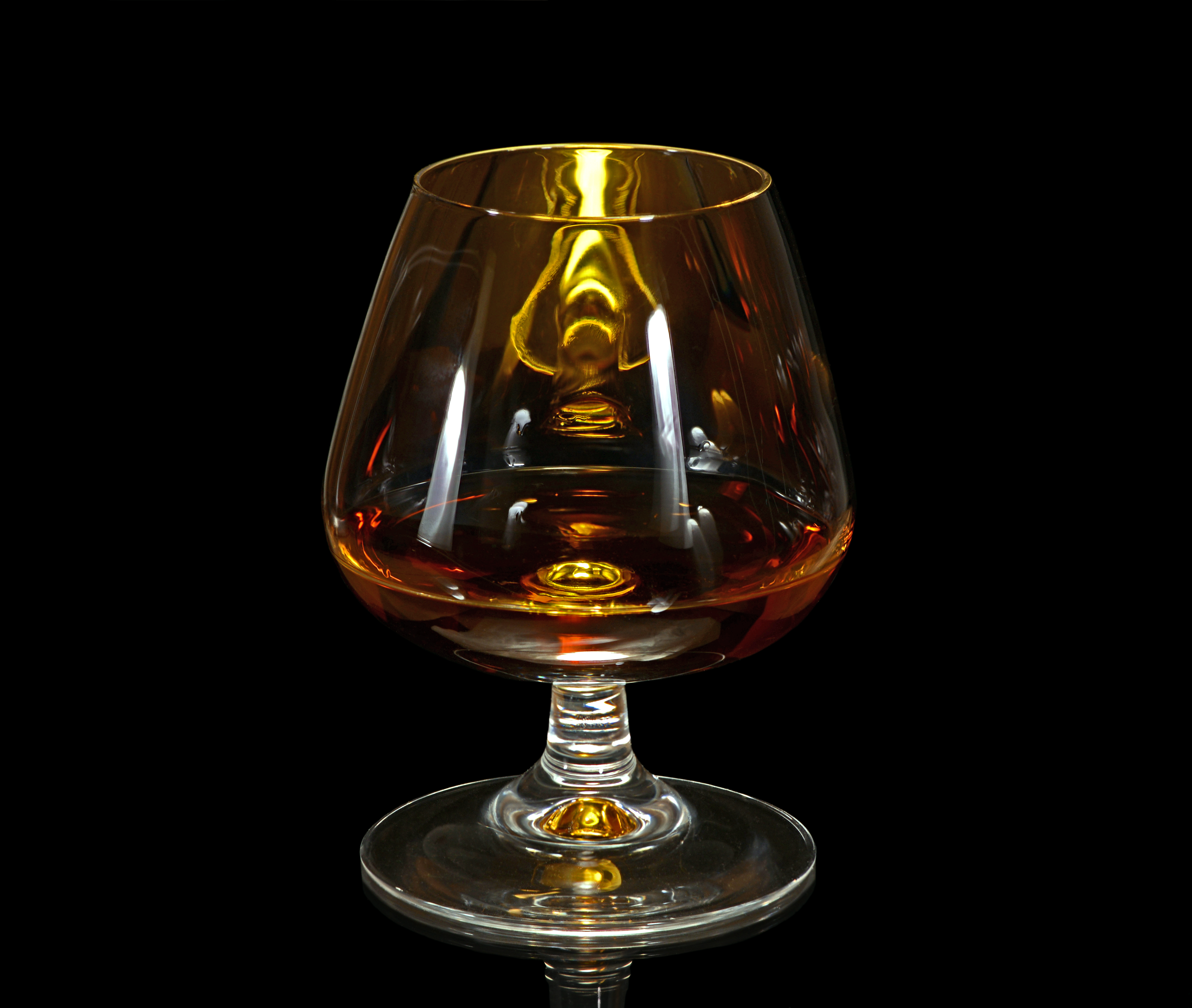
Le cognac compte parmi les productions locales réputées.

En dépit de son faible nombre d'habitants, la commune conserve un grand nombre de commerces et de services de proximité, répartis principalement en centre-bourg ainsi qu'à Port-Maubert. Si la pêche reste une activité économique relativement importante (aloses, anguilles, pibales, lamproies et maigres notamment), elle tend à être supplantée par le tourisme (tourisme vert en particulier), la proximité des stations balnéaires de la côte de Beauté et des vignobles de cognac ou du blayais jouant en sa faveur.
Le petit port estuarien de Maubert, autrefois presque exclusivement fréquenté par les filadières (souvent équipées de filets particuliers dits « pibalous » lorsqu'il s'agit de bateaux dédiés à la pêche aux pibales), est aujourd'hui équipé de 80 anneaux et est un havre pour les plaisanciers. Des stages d'initiation à la voile contribuent à rendre le site attractif.
L'esturgeon, « poisson-roi » de la Gironde, a longtemps été pêché dans l'estuaire, d'abord pour sa chair puis pour ses œufs à partir des années 1920. Tout comme Saint-Seurin d'Uzet (autrefois une des capitales françaises du caviar), on y préparait cette denrée réputée jusqu'à ce que la surpêche cause l'interdiction de cette activité au cours des années 1980. Ajoutons à ces productions halieutiques la présence de caves où sont fabriqués cognac (la commune étant classée dans les « Fins Bois »), pineau des Charentes et vins de pays charentais.

### Emploi
La commune abrite une population légèrement moins active que la moyenne nationale (40,5 % contre 45,2 %), avec un taux d'activité des 25-59 ans également un peu en deçà des chiffres nationaux (81 % contre 82,2 %). Les catégories socio-professionnelles les mieux représentées sont les ouvriers (34,5 %), les employés (23 %), les pêcheurs et agriculteurs (17 %), les artisans, commerçants et chefs d'entreprise (11,5 %) et les professions intermédiaires (10,3 %). Cadres et professions intellectuelles sont sous-représentées, ne formant que 3,4 % de la population.
Le taux de chômage était légèrement supérieur à la moyenne nationale en 1999, touchant 13,1 % de la population active (soit 51 personnes). Ce niveau a reculé en 2004 pour atteindre 10 % de la population.
Les retraités forment une importante composante de la population (28,8 %), juste derrière les actifs (40,5 %) et devant les jeunes scolarisés et les étudiants (17,2 %).

### Immobilier
D'une manière générale, la population de la commune a des revenus moins élevés que dans le reste de l'hexagone : la moyenne des revenus par an et par ménage y est de 10 606  € (moyenne nationale : 15 027 € / an et par ménage).
Le prix moyen de l'immobilier est de 3 197 € / m² (vente) et 12,22 € / m² / mois (location). Le taux de personnes propriétaires de leur logement est en revanche nettement supérieur à la moyenne nationale : il est de 76,3 % (moyenne nationale : 55,3 %) ; parallèlement, 14,8 % des habitants de la commune sont locataires (moyenne nationale : 39,8 %) et 8,9 % logés gratuitement (moyenne nationale : 4,9 %).
Le parc immobilier de la commune est constitué de 584 logements, dont 69,3 % sont des résidences principales et 19,5 % des résidences secondaires. 11,1 % des logements sont vacants. Les maisons individuelles représentent l'écrasante majorité des logements, soit 97,3 % (moyenne nationale : 55,3 %) ; le reste se répartit entre appartements (1 %) et logements alternatifs (1,7 %).
43,2 % des logements sont constitués de 5 pièces ou plus (moyenne nationale : 31,5 %); suivent les 4 pièces (27,2 %), les 3 pièces (18,8 %), les 2 pièces (8,6 %) et les studios (2,2 %).

## Patrimoine communal

### L'église Saint-Fortunat et le temple protestant

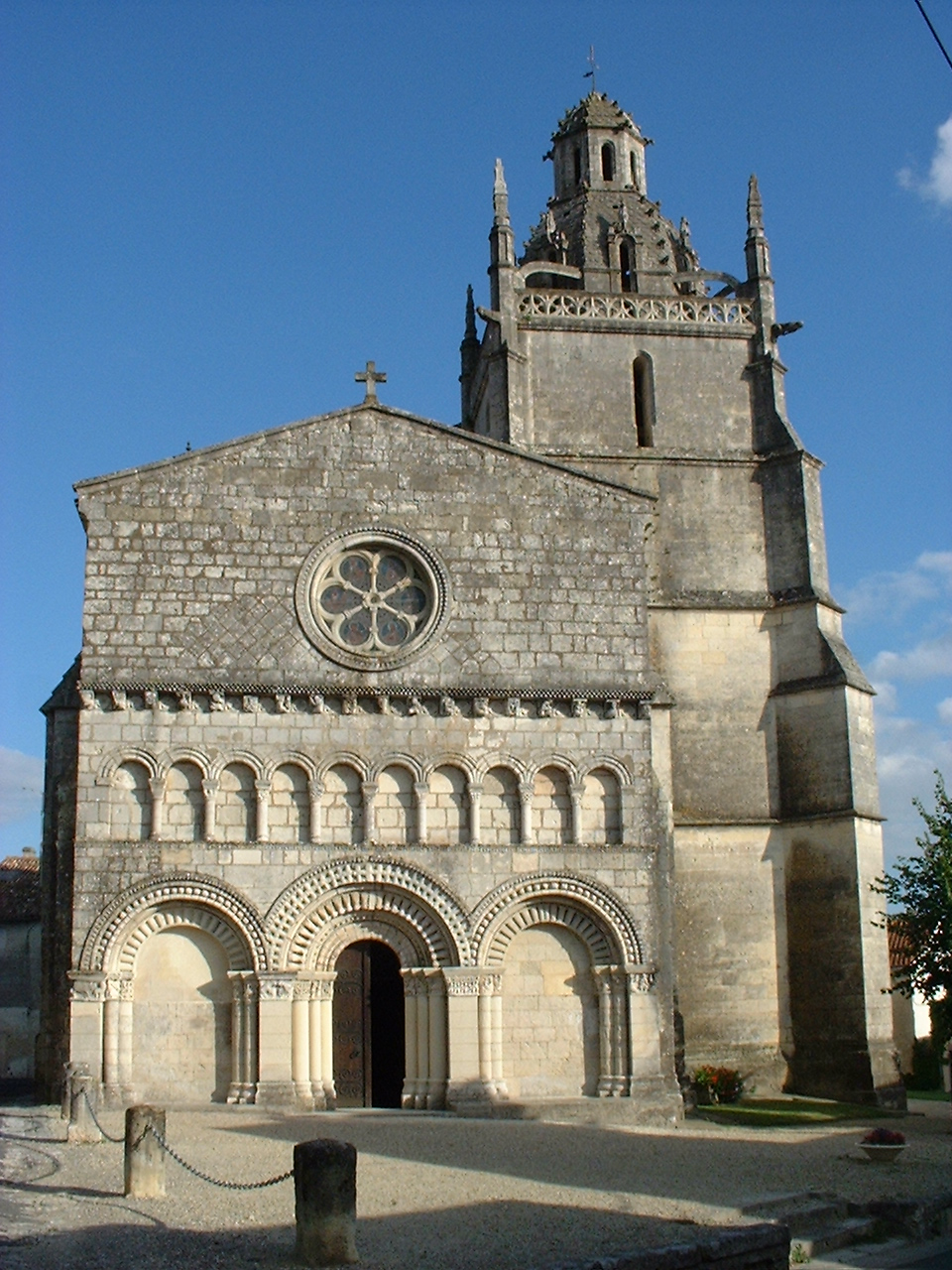
L'église Saint-Fortunat.

Comptant parmi les rares témoignages de la première renaissance en Saintonge, l'église Saint-Fortunat semble jaillir des vignobles, attirant immanquablement les regards par son puissant clocher aux formes atypiques où s'entremêlent dômes à écailles, pinacles et fins arcs-boutants.
Sa façade du XIIe siècle est caractéristique du style roman saintongeais, dont elle reprend la disposition tripartite et le vocabulaire iconographique. S'y ajoute une curieuse frise représentant des têtes de chevaux mordant une sorte de barre continue, dont la signification exacte est l'objet d'interprétations variées.
Sans doute victime de déprédations durant la guerre de cent ans, l'église est presque entièrement reconstruite au cours du XVIe siècle. C'est à cette époque qu'est édifié le clocher actuel, qui s'apparente à celui de Fléac-sur-Seugne et dans une certaine mesure, à celui de Lonzac.
Principal monument de la commune, l'église Saint-Fortunat est classée monument historique depuis 1913.
Situé à proximité d'un petit jardin public, le temple protestant se caractérise par un style d'une grande sobriété, confinant à l'austérité. Formant un unique vaisseau de deux travées, il est éclairé par des baies en plein cintre.
À l'instar de nombre de sanctuaires protestants de la région, le temple de Saint-Fort-sur-Gironde reprend quelques éléments empruntés à l'architecture classique. Ainsi du fronton triangulaire et des pilastres qui encadrent sa façade, percée d'une baie en demi-lune. La date d'inauguration de ce temple demeure méconnue, 1835 étant généralement avancé.

### Logis nobles et immeubles bourgeois
S'il ne subsiste aucun vestige du château des Maines (ou du Maine), la commune conserve plusieurs maisons nobles et gentilhommières:
- Le château des Salles, situé rue du Gros-Chêne, semble dater du XVe siècle pour ses parties les plus anciennes. Propriété du Marquis de Cumont sous l'ancien régime, il est confisqué au moment de la Révolution et passe entre les mains de Charles-Henri de Pont en 1862. L'édifice actuel a cependant fait l'objet d'une importante campagne de restauration au XIXe siècle, sous la direction de l'architecte Gustave Alaux[60]. Propriété de la Famille Couillaud, depuis 1959, il a été aménagé en chambres d'hôtes[60].

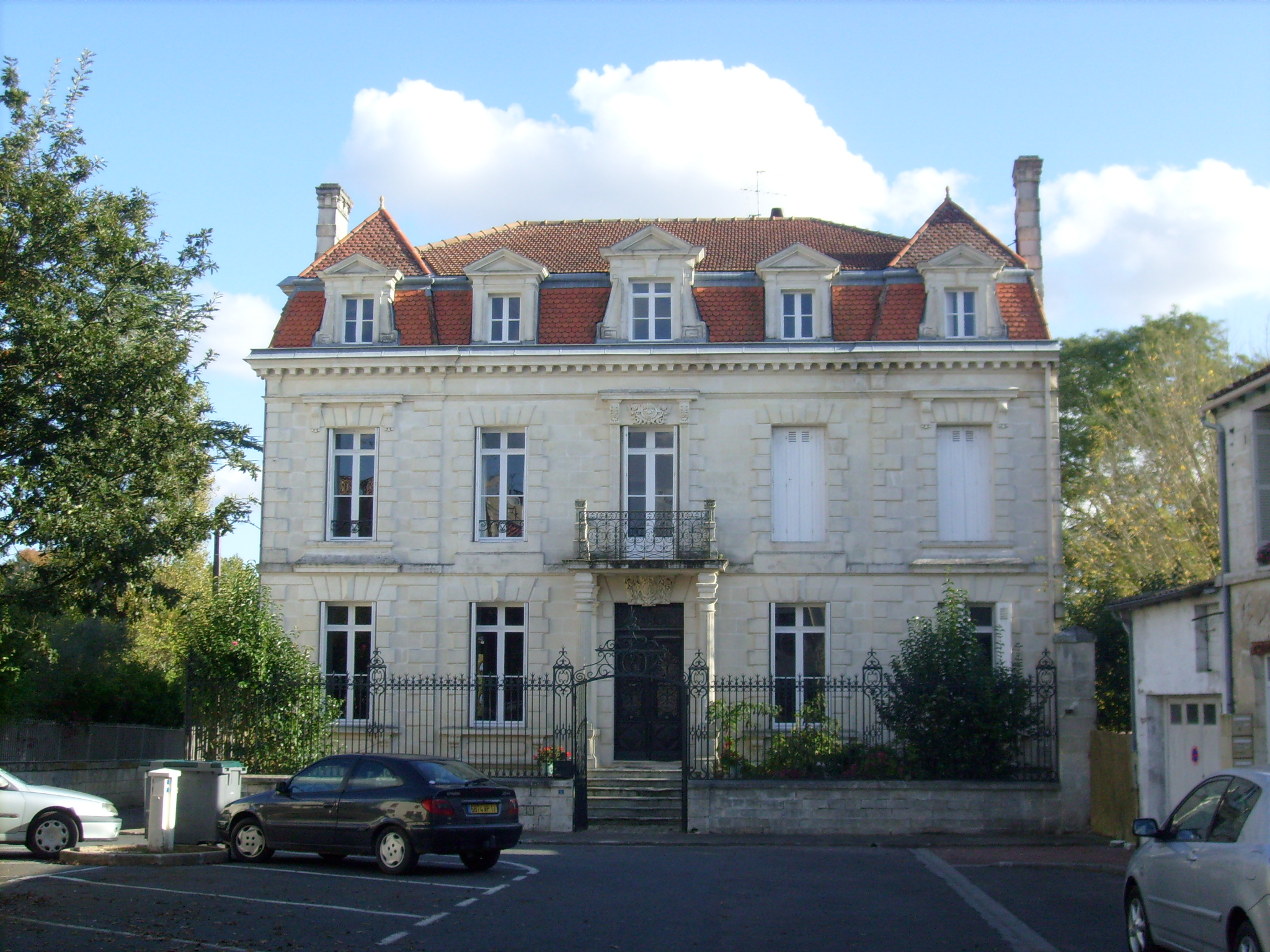
La maison de Pierre-Henri Simon.

- Le château d'Amblimont abrite aujourd'hui les locaux de l'hôtel de ville. Son acquisition par la commune en 1949 a été l'occasion de profonds remaniements, qui ont entraîné la destruction d'une partie du bâtiment[61]. L'office de tourisme est aménagé dans une salle semi-souterraine située sous le château.
- Daté du XVIIIe siècle, le logis du Fief-Doré s'apparente à un modeste logis quadrangulaire à un étage. Il succède à un manoir dont il est fait mention dès le XVIe siècle, comme propriété de la famille de La Jaille. Il est possédé par la même famille de façon ininterrompue du XVIe au XXe siècle.
- Enfin, en plein centre-bourg, la maison Pierre-Henri-Simon est une imposante demeure bourgeoise édifiée en 1882[61] pour les Galibert, vieille famille bourgeoise de la région, puis louée au notaire Simon, père de l'académicien qui en fit finalement l'acquisition.

Plusieurs immeubles bourgeois en pierre de taille viennent rappeler la prospérité passée de Saint-Fort-sur-Gironde, que ce soit sous le Second Empire avec la production du Cognac, « or liquide » qui apporta la richesse à de nombreuses localités de la région, où dans les années 1920, période qui voit le développement du caviar de Gironde.

### Port-Maubert et le fanal de Beaumont

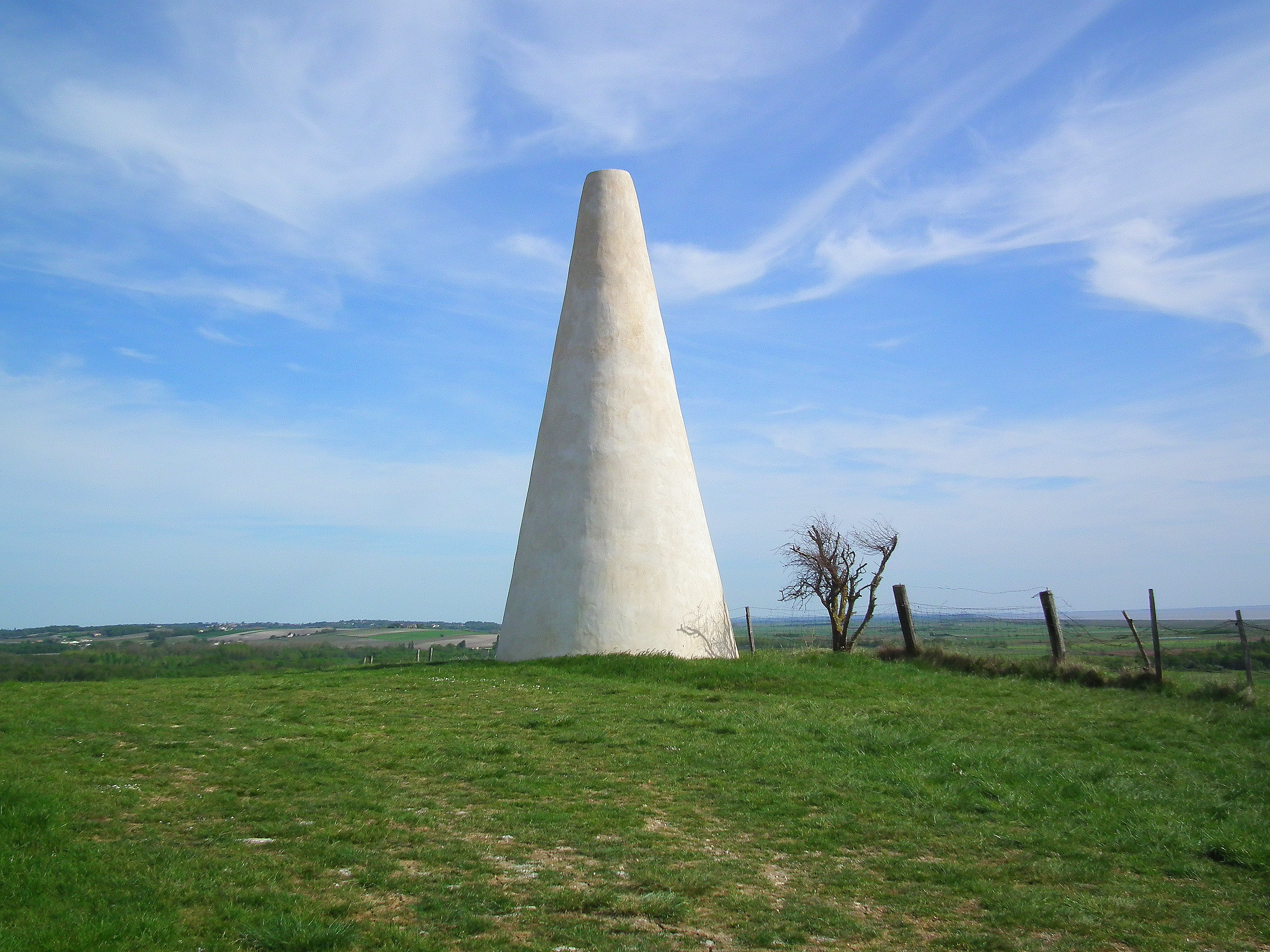
Le fanal de Beaumont.

Situé à environ cinq kilomètres du bourg, Port-Maubert est un ancien port de pêche aujourd'hui partiellement reconverti en port de plaisance, pouvant accueillir jusqu'à 85 bateaux. Doté d'espaces verts et de sentiers de promenade, il abrite également un bassin d'eau douce permettant une initiation à la voile. Un chemin longeant le chenal conduit au bord de l'estuaire de la Gironde, où une table d'orientation s'accompagne de divers tableaux détaillant la géographie et l'écosystème du plus grand estuaire sauvage d'Europe.
À peu de distance de Port-Maubert s'élève une colline dite « Terrier de Beaumont ». Culminant à 59 mètres, elle domine de vastes étendues formées de prairies humides, où se situait autrefois un port aujourd'hui envasé. À son sommet se trouve un des plus anciens phares du département — sinon le plus ancien. Érigé à l'époque romaine, ce fanal se présente comme une tour pyramidale où étaient allumés des feux afin de guider les bateaux.
Du sommet de la colline, on embrasse d'un seul coup d'œil les côtes depuis Meschers-sur-Gironde jusqu'à Saint-Ciers-sur-Gironde, en passant par les côtes médoquines, de l'autre côté de l'estuaire.

## Culture

### Langue saintongeaise

Aire linguistique du Saintongeais.

La commune est située dans l'aire linguistique du saintongeais, un dialecte faisant partie de la famille des langues d’oïl, branche des langues romanes, qui comprend également le français, l’angevin le picard et le poitevin avec lequel il est souvent regroupé dans un domaine plus vaste, le poitevin-saintongeais.
Le saintongeais (saintonjhais) est la langue vernaculaire parlée dans les anciennes provinces d'Aunis, Saintonge et Angoumois. On l’appelle aussi le charentais ou encore le patois charentais. Les locuteurs sont dits patoisants.
Le saintongeais a fortement influencé l’acadien et en conséquence, par ricochet, le cadien ; quant au québécois, il a été influencé par les parlers tels que le normand, le francien et le saintongeais.
La langue saintongeaise présente de nombreux traits communs avec des langues telles que le cadien ou l'acadien, ce qui s'explique par les origines saintongeaises d'une partie des émigrants vers la Nouvelle-France au XVIIe siècle.

### Gastronomie

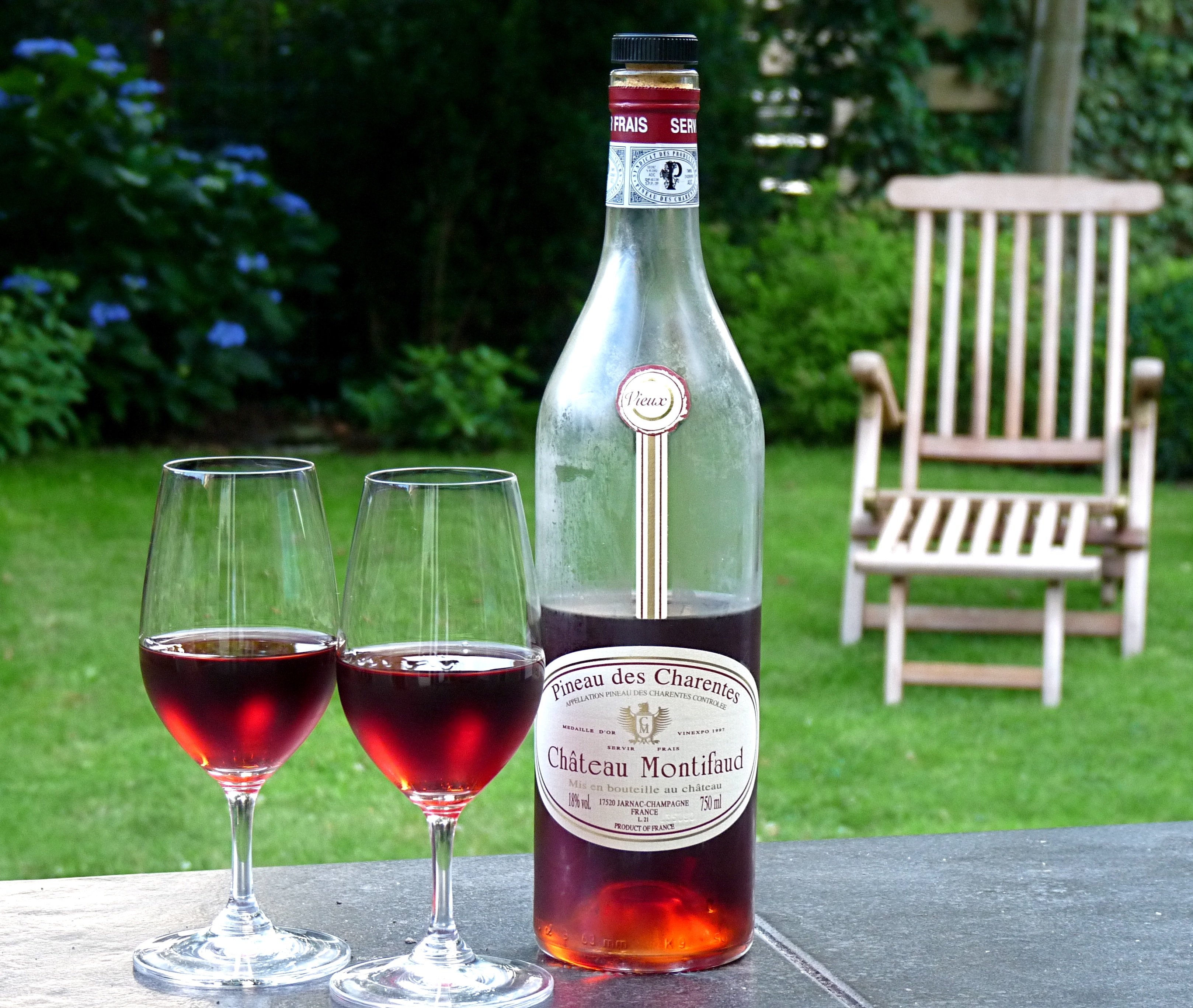
Le pineau des Charentes est un vin de liqueur produit traditionnellement dans la région.

La gastronomie saintongeaise est principalement axée sur trois types de produits : les produits de la terre, les produits de la mer et les produits de la vigne.
Les préparations à base de viande de porc occupent une place prépondérante dans la cuisine régionale : ainsi des gratons ou des grillons, sortes de rillettes à base de viandes rissolées et confites dans leur graisse, du gigorit (ou gigourit), un civet mêlant sang, gorge, foie et oignons, ou de la sauce de pire, à base de fressure, d'oignons et de vin blanc de pays.
La cuisine saintongeaise intègre tout naturellement de nombreuses recettes à base de cagouilles, le nom local de l'escargot petit-gris. Animal tutélaire de la Saintonge, il est notamment cuisiné à la charentaise, c'est-à-dire cuit dans un court-bouillon agrémenté de vin blanc, d'ail et de mie de pain.

Zone de production du cognac et du pineau.

Parmi les autres spécialités locales, il convient de noter également les pibales (alevins d'anguille pêchés dans la Gironde, spécialité de Mortagne et de Blaye), les huîtres de Marennes-Oléron, les sardines de Royan, les « thyeusses de gueurnouilles » (cuisses de grenouilles), la sanglette, une galette préparée à base de sang de poulet et d'oignons cuits, le farci saintongeais (variante du farci poitevin), le lapin au pineau, le foie gras ou encore les confits.
Les desserts traditionnels sont issus de la cuisine paysanne : millas (gâteau à la farine de maïs, qu'on retrouve dans une grande partie du Sud-Ouest de la France), galette charentaise, au beurre Charentes-Poitou, ou encore merveilles (beignets).
Les vignes de la région servent à la confection d'eaux-de-vie réputées, telles que le pineau des Charentes et plus encore, le cognac. La commune de Saint-Fort-sur-Gironde est ainsi intégralement située dans la zone de production des « bons bois ».

## Vie locale

### Enseignement
Saint-Fort-sur-Gironde dépend de l'académie de Poitiers. La commune est en regroupement pédagogique intercommunal (RPI) avec les communes voisines de Saint-Dizant-du-Gua et Lorignac. Dans ce cadre, Saint-Fort-sur-Gironde accueille une partie des classes de maternelle et de primaire.
Les établissements d'enseignement secondaire les plus proches sont le collège Maurice-Chastang de Saint-Genis-de-Saintonge, le collège Didier-Daurat de Mirambeau et le collège des Vieilles-Vignes à Cozes. Les lycées publics (enseignement général ou technologique) sont situés à Jonzac, Saintes et à Royan.
Un lycée privé à vocation agricole est implanté à Bois, permettant notamment de préparer un BEPA activité hippiques, un bac professionnel conduite et gestion de l'exploitation agricole et un bac technologique aménagement et valorisation des espaces.

### Santé
La commune est dotée d'une pharmacie et de deux cabinets infirmiers. Un centre de secours des pompiers est habilité à intervenir en cas d'urgence et un cabinet médical accueillant un médecin généraliste est ouvert dans le parc des Gîtes depuis juillet 2010. Les centres hospitaliers les plus proches sont le centre hospitalier de Jonzac, le centre hospitalier de Saintonge, à Saintes, le centre hospitalier Malakoff à Royan et le centre hospitalier Saint-Nicolas à Blaye.
Quatre familles d'accueil pour personnes âgées sont implantées à Saint-Fort-sur-Gironde.
Les gendarmeries les plus proches sont à Saint-Genis-de-Saintonge, Saint-Ciers-du-Taillon et Mirambeau.

### Sports
Saint-Fort compte une salle polyvalente, un mille-club, deux bases de loisirs, deux courts de tennis, des terrains de pétanque (dans le bourg et à Maubert) et un stade de football. Plusieurs chemins piétonniers ont été aménagés à Maubert. Un chemin de pierres relie les deux petits ports de Maubert et de Vitrezay, et des circuits VTT ont été tracés.

### Cultes
Saint-Fort-sur-Gironde appartient au diocèse catholique de La Rochelle et Saintes, lui-même subdivision de la province ecclésiastique de Poitiers depuis 2002 (de la province ecclésiastique de Bordeaux avant cette date).
La paroisse est rattachée au doyenné de Haute-Saintonge et au secteur pastoral Saint-Antoine de la Lande en Saintonge.

### Vie associative
La commune de Saint-Fort-sur-Gironde compte dix-sept associations œuvrant dans des domaines variés.

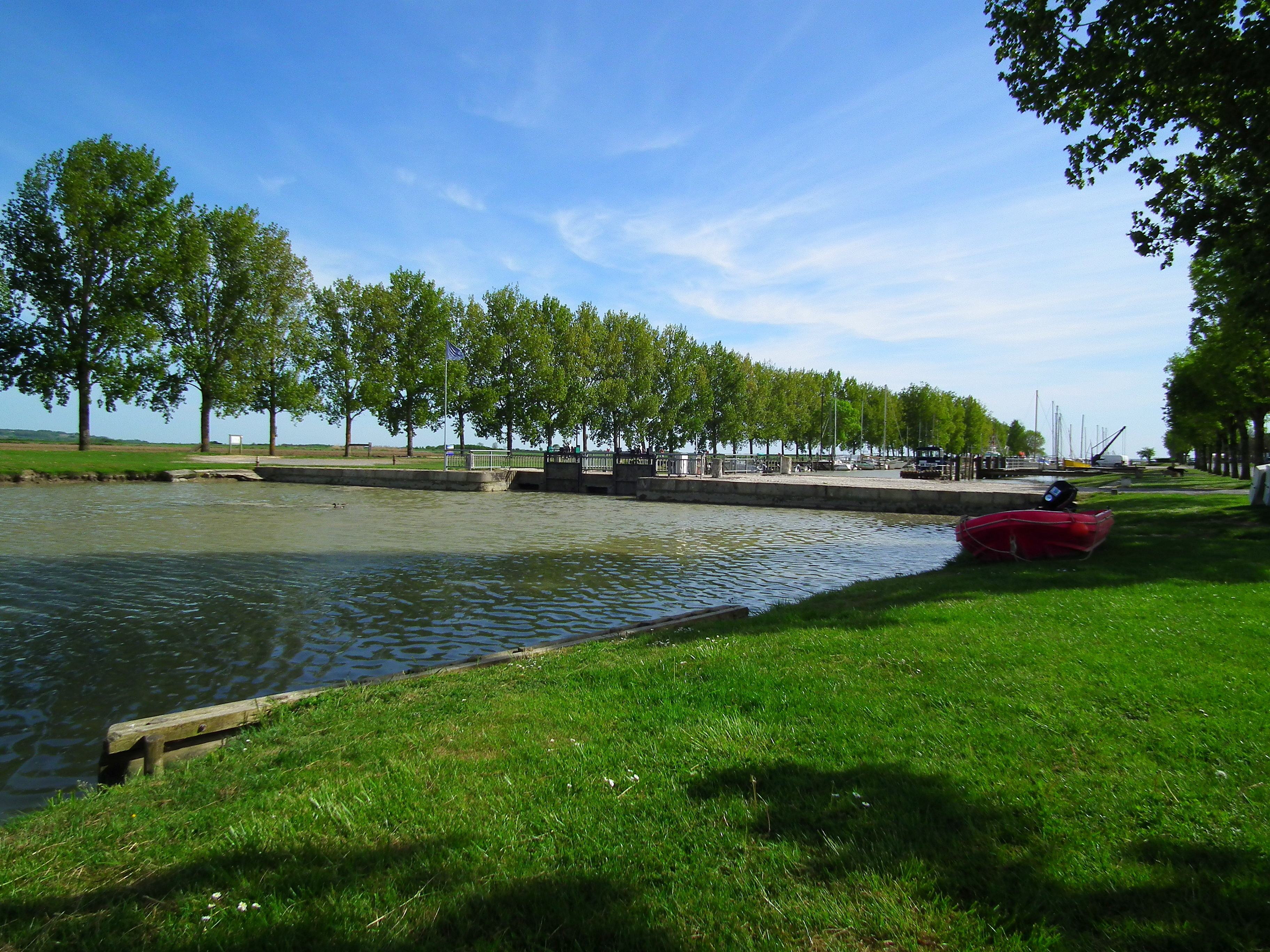
Le chenal de Port-Maubert

La commune dispose ainsi d'associations sportives (société de football Avenir Haute Saintonge, association sport et nature Port-Maubert), patriotiques (association des anciens combattants), humanitaires (amicale des sapeurs pompiers, association des donneurs de sang, ambulances sans frontières), culturelles (association des amis du passé saintongeais) ou encore dédiées à l'animation et aux loisirs (comité des fêtes, association des filadiers de Port-Maubert, association « Les têtes de l'Art », association Music Plaisir). Sont également implantés dans la commune une société de chasse et une amicale des parents d'élèves.
Les différentes associations contribuent à l'animation de la commune, soit en organisant elles-mêmes des festivités (barbecue des Saint-Fortais et amis, pique-nique et bal populaire de la fête nationale, marché de Noël, foire de l'estuaire, fête traditionnelle de Port-Maubert — du 13 au 15 août, au cours de laquelle ont lieu animations diverses, bals et chœurs de marins), soit en collaborant avec d'autres organismes (fête des voiles de l'estuaire — organisée en 2004 et 2008 — au cours de laquelle plusieurs milliers de personnes sont venues admirer de vieux gréements, fête cantonale organisée par l'office du tourisme de Saint-Genis-de-Saintonge, concerts des musiques vagabondes de mai à septembre).

### Médias
Télévision
Il y a plusieurs années, la série Le Créa a été tournée à Saint-Fort et Port-Maubert avec la participation comme figurants des habitants de la commune. Le « créa » ou « créac » est le nom donné à l'esturgeon en saintongeais (dérivé du mot occitan creac). Plus récemment, les producteurs de l'émission C'est pas sorcier sont venus à Port-Maubert pour tourner une partie d’un reportage sur l’esturgeon et le caviar.
Radio
La plupart des radios nationales présentes dans le département peuvent être écoutées dans la commune. Les informations départementales sont relayées par la station de radio publique France Bleu La Rochelle (il est également possible d'écouter, de façon plus aléatoire, les programmes de France Bleu Gironde). Les stations de radio locales sont relativement rares et se limitent essentiellement à Mixx radio (émettant depuis Cognac) et Wit FM (émettant depuis Bordeaux).
Presse
La presse locale est représentée par le quotidien Sud Ouest, dont le siège est à Bordeaux, ainsi que par l'hebdomadaire Haute-Saintonge, dont le siège est à Jonzac.

## Personnalités liées à la commune
- Pierre-Henri Simon, né le 16 janvier 1903 et mort le 20 septembre 1972, de l'Académie française et de l'Académie de Saintonge, fut un intellectuel engagé, historien de la littérature, essayiste, romancier, poète, critique littéraire.
- Pierre Sebileau, né en 1860, médecin anatomiste français.
- Fulbert Petit, archevêque de Besançon, natif de la commune en 1832, mort en 1909.